# Vierkant piramidale moleculaire geometrie
Een vierkant piramidale moleculaire geometrie is een begrip dat in de scheikunde voorkomt. Het beschrijft de geometrie van moleculen,  waarbij een centraal atoom door vijf atomen en een vrij elektronenpaar wordt omringd. De vijf atomen liggen op de hoekpunten van een denkbeeldige vierkante piramide. De bindingshoeken bedragen allemaal 90° wanneer de zes atomen gelijk zijn. Broompentafluoride is een voorbeeld van deze verbinding. Moleculen met een vierkant piramidale geometrie ondergaan net zoals onder andere moleculen met een trigonaal bipiramidale geometrie het Berry-mechanisme.
coördinatiegetal 2: 
lineair · gebogen · 
coördinatiegetal 3: 
trigonaal planair · trigonaal piramidaal · T-vormig 

coördinatiegetal 4: 
tetraëdrisch · vierkant planair · seesaw ·
coördinatiegetal 5: 
trigonaal bipiramidaal · vierkant piramidaal · pentagonaal planair 

coördinatiegetal 6: 
octaëdrisch · pentagonaal piramidaal · 
coördinatiegetal 7: 
pentagonaal bipiramidaal